# Cambridge Poetry Festival
Cambridge Poetry Festival var en internationell biennal för poesi som hölls i Cambridge åren 1975 - 1985. 

## Karaktär
Cambridge Poetry Festival grundades av Richard Burns, pseudonym för Richard Berengarten (född 1943), i ett försök att förena så många aspekter som möjligt av denna konstart. Konkret poesi kunde höras vid sidan av ytterst traditionsbunden vers och en utställning med ett litet förlags utgåvor kunde hållas intill en utställning med sällsynta 1500- och 1600-talsmanuskript.  Under 1979 års biennal kunde Michael Hamburger läsa sina engelska tolkningar av Paul Celans poesi i närvaro av Gisèle Lestrange och en förvånansvärt stor publik på ett galleri ägnat hennes gravyrer. Biennalen hade många mötesplatser runt om i Cambridge, men Cambridge Union Society's gamla byggnad på Bridge Street var centrum. Poeterna framträdde gruppvis med fyra stycken i varje grupp. När Allen Ginsberg till exempel var där 1979 framträdde han tillsammans med Peter Orlovsky, Anne Waldman och Kenneth Koch. Förutom uppläsningar förekom föreläsningar i ämnet, symposier, filmvisningar, utställningar, musik- och dansevenemang. Den biennal som skulle bli den sista innefattade också ett antal evenemang till hundraårsminnet av Ezra Pounds födelse. Till dessa hörde en utställning av konstnärer förknippade med poeten, senare visad också på Tate Gallery  och då beledsagad av ett specialnummer av tidskriften P.N. Review.

### Allmänna källor
- Richard Berengarten: "The Cambridge Poetry Festival: 35 years after", Cambridge Literary Review, I/1 (Michaelmas, 2009)
- Martin Booth: British poetry 1964 to 1984: driving through the barricades (Routledge, 1985).
- Rolf Dieter Brinkmann: The Last One: Readings / Autorenlesungen, Cambridge Poetry Festival 1975 [Ljudbok] [CD-bok], 59 min. (Intermedium Records, 2005)

### Fotnoter
1. ↑  Richard Burns: The Cambridge Poetry Festival
2. ↑  John Pilling: Recension av festivalen Arkiverad 10 juni 2010 hämtat från the Wayback Machine. 1979, Florida State University, USA
3. ↑  Alison Blair-Underwood: Open account - A memoir: the Cambridge Poetry Festival Blackbox Manifold, Issue 9: Peter Robinson at Sixty, 2012
4. ↑  Richard Humphreys (editor): Pound's Artists: Ezra Pound and the Visual Arts in London, Paris and Italy (London, Tate Gallery, 1985) ISBN 0-946590-29-X
5. ↑  PN Review 46 November - December 1985, http://www.pnreview.co.uk/cgi-bin/scribe?toc=2;volume=12